# دره بیژن وسطی
دره بیژن وسطی، روستایی از توابع بخش بیرانوند شهرستان خرم‌آباد در استان لرستان کشور ایران است.

## جمعیت
این روستا در دهستان بیرانوند جنوبی قرار دارد و براساس سرشماری مرکز آمار ایران در سال ۱۳۸۵، جمعیت آن ۱۷۱ نفر (۳۴خانوار) بوده‌است.